# Accidentul aviatic de la Chișinău din 1970
În ziua de vineri, 15 mai 1970, în apropierea aeroportului din Chișinău, a avut loc prăbușirea avionului de antrenament An–10, al Institutului sovietic de aviație civilă din Ulianovsk, ducând la moartea celor 11 persoane de la bord. Conform situației actuale (2018), este cel mai mare accident aviatic din Republica Moldova, după numărul de victime.

## Echipaj
În total, la bordul aeronavei erau 4 instructori și 7 elevi ai institutului:
- Instructorul-comandant: V. Vorobiev.
- Instructorul-navigator: I. Svistunov.
- Inginer de zbor: E. Kalagaev.
- Însoțitor de zbor: I. Ustinov.
- Piloți-ascultători: L. Suhaniuk, B. Melnikov, V. Șcerbakov, V. Zelenov.
- Navigator-ascultător: I. Neladnov.
- Mecanic-ascultător: N. Veriaev.
- Operator radio-ascultător: aerian V. Danșin.